# 第36回日本選手権競輪
第36回日本選手権競輪（だい36かい にほんせんしゅけんけいりん）は、1983年に前橋競輪場で行われた。

## 決勝戦
- 3月22日（火）

| 着順 | 車番 | 選手     | 登録地 |
| ---- | ---- | -------- | ------ |
| 1    | 9    | 井上茂徳 | 佐賀県 |
| 2    | 3    | 中野浩一 | 福岡県 |
| 3    | 7    | 亀川修一 | 兵庫県 |
| 4    | 5    | 竹内久人 | 岐阜県 |
| 5    | 6    | 石川浩史 | 愛知県 |
| 6    | 1    | 山口健治 | 東京都 |
| 7    | 4    | 荒川玄太 | 宮城県 |
| 8    | 2    | 吉井秀仁 | 千葉県 |
| 棄   | 8    | 藤田朝弘 | 静岡県 |

- 配当 
  - 連勝単式(枠番連勝単式) 6－3　610円

## レース概要
ジャンが鳴って石川が竹内を連れてカマシに出たところ、残りあと1周の地点で藤田がこの動きに対応できずにバランスを崩してしまった（転倒はしていないが、ペダルから足が外れてしまったことで落車棄権扱い）。さらに最終2角付近まで、3番手以下は10車身ほど引き離される展開となったが、ここから6番手に構えた中野が井上－亀川を連れて捲って出た。中野はあっという間に石川－竹内に迫り、4角でついに石川を捲りきって先頭に立った。そして直線に入り、マークの井上が中野を交わし優勝。中野が2着、亀川が3着に入った。

## 余談
- 当大会決勝戦中継はテレビ東京をキーステーションに放送されたが、実況を小倉智昭、解説を寺内大吉が務めた。